# Das Leben – Ein Sechserpack
Das Leben – Ein Sechserpack (Originaltitel: Six Degrees of Separation) ist ein Filmdrama, das 1993 unter der Regie von Fred Schepisi entstand. John Guare schrieb das Drehbuch nach seinem preisgekrönten Bühnenstück Six Degrees of Separation, einem großen Theater-Erfolg der 1990er Jahre, das vom wahren Fall des Trickbetrügers David Hampton inspiriert war.

## Handlung
Das Kunsthändler-Ehepaar Ouisa und Flan Kittredge lebt in besten finanziellen Verhältnissen. Beide sind gebildet, halten sich für liberal und genießen ihr privilegiertes Dasein. Als eines Abends ein junger Schwarzer an die Tür ihrer luxuriösen Wohnung in der Fifth Avenue klopft, kommt Schwung und unverhoffte Abwechslung in ihr Dasein. Der Mann ist verletzt, er blutet und stellt sich als Überfallopfer dar. Er, Paul, gibt vor, ein Harvard-Kommilitone ihrer Kinder und der Sohn des Filmstars Sidney Poitier zu sein. Nachdem die kleine Wunde am Bauch versorgt ist, lernen sich Paul und die Kitteredges sowie deren Gast Geoffrey Miller näher kennen.
Paul erzählt, dass sein Vater gerade plane, Cats zu verfilmen und bietet seinen Gastgebern kleinere Rollen in dem Film an. Man ist entzückt, und das nun folgende Gespräch geht über Themen aus Kunst, Literatur und Philosophie. Der junge Mann kocht für seine Gastgeber ein opulentes Essen und beeindruckt sie mit Bemerkungen zu Salingers Roman Der Fänger im Roggen oder seinen Besuchen in Cannes. Doch die Idylle ist trügerisch. Am nächsten Morgen entdecken sie, dass ihr unverhoffter Übernachtungsgast die Nacht im Bett mit einem Mann verbracht hat, den er in dem nahen Central Park aufgelesen hat. Paul und sein Bettgenosse müssen das Haus sofort verlassen.
Bei einem Treffen mit Freunden stellen sie fest, dass Paul die gleiche Nummer noch mit weiteren ihrer Bekannten abgezogen hat.
Doch die Faszination für den Betrüger bleibt, denn er hat ihren eingefahrenen Alltag durch einen Hauch von Exotik und Abenteuer bereichert. Außerdem fehlt nichts in der mit wertvollen Gemälden und Kunstgegenständen bestückten Wohnung, weder Wertsachen noch Geld.
Allerdings geht ihnen der junge Mann nicht aus dem Kopf. Er wird zum Partythema des Ehepaars. In Rückblenden, in denen die beiden auf diversen Gesellschafts-Events von ihren Erlebnissen mit Paul erzählen, werden sie zum Mittelpunkt jeder Party, und ihre Performance nimmt im Lauf der Zeit Bühnenqualität an. Als sie zum Schluss Paul doch wieder ausfindig machen, schlägt er den beiden vor, ihn als Ziehsohn aufzunehmen.

## Kritiken
„In Rückblenden brillant erzählte Satire, die die Bühnenvorlage überzeugend in Breitwandbilder transponiert.“

## Auszeichnungen
Stockard Channing wurde für ihre Darstellung für den Oscar und den Golden Globe als Beste Hauptdarstellerin nominiert.

## Hintergrund
Für Will Smith war die Darstellung des Paul seine erste große Rolle in einem Kinofilm. Stockard Channing spielte die Ouisa Kettridge, die sie bereits am Broadway gespielt hatte.